# رولند بوراگ دیکسون
رولند بوراگ دیکسون (انگلیسی: Roland Burrage Dixon; ۶ نوامبر ۱۸۷۵ – ۱۹ دسامبر ۱۹۳۴) دانشمند در زمینه انسان‌شناسی اهل ایالات متحده آمریکا بود.